# Veronica bungei
Veronica bungei är en grobladsväxtart som beskrevs av Pierre Edmond Boissier. Veronica bungei ingår i släktet veronikor, och familjen grobladsväxter. Inga underarter finns listade i Catalogue of Life.